# اگریس
اگریس (نظام بین‌المللی اطلاعات علمی و فنی کشاورزی)(به انگلیسی:AGRIS(International Information System of the Agricultural Sciences and Technology)) وسیله‌ای است که اطلاعات مربوط به کشاورزی و علوم وابسته بدان را در اختیار افراد می‌گذارد. اگریس یک نظام اطلاع‌رسانی کشاورزی مبتنی بر همکاری جهانی است که به این سؤال جواب می‌دهد: «کجا می‌توان جواب سؤال خود را پیدا کنم؟» در سال ۱۹۶۹ کتابخانه ملی کشاورزی آمریکا و دفترکشاورزی کشورهای مشترک‌المنافع انگلستان به فائو(FAO) سازمان جهانی خواربار و کشاورزی پیشنهاد کردند که در مورد ایجاد یک نظام اطلاعاتی بین‌المللی کشاورزی مطالعاتی را شروع کند. در سال‌های ۱۹۷۰ و ۱۹۷۱ مطالعاتی در این زمینه شروع شد و در سال ۱۹۷۲ مرکز هماهنگی اگریس در فائو تشکیل شد. در سال ۱۹۷۳ شماره آزمایشی فهرست کشاورزی به نام اگرایندکس Agrindex منتشر شد.
متعاقباً از کشورهای عضو دعوت شد که در آن شرکت کنند و لذا در سال ۱۹۷۴ یک برنامه کارآموزی برای آنان ترتیب داده شد در سال ۱۹۷۵ اولین شماره اگرایندکس انتشار یافت. اگریس اطلاعات کتابشناختی کشاورزی را از انتشارات علمی، فنی و اقتصادی- اجتماعی سراسر جهان جمع می‌کند و آنرا در نشریات یا نوارهای مغناطیسی خود ماهانه منتشر می‌کند. هر سال بیش از ۱۲۰۰۰۰ مقاله در اگرایندکس وارد می‌شود.